# روش هاعين
روش هاعين (بالعبرية: רֹאשׁ הָעָיִן) مستوطنة إسرائيلية تقع في اللواء الأوسط، تأسست كمستوطنة يهودية في فلسطين عام 1949 لإستيعاب يهود اليمن، الذين قامت الولايات المتحدة وبريطانيا بتجميعهم في عدن ومن ثم نقلهم إلى فلسطين عبر عملية أطلقت عليها إسرائيل اسم «البساط السحري» أو «أجنحة الصقور». ويبلغ عدد سكانها اليوم قرابة 40,000 نسمة، كما تبلغ مساحتها 24.3 كم2. وتقع إلى الغرب من جدار الفصل على أراضي مجدل يابا وإلى الجنوب من مدينة كفر قاسم العربية.

## توأمة
لروش هاعين اتفاقيات توأمة مع كل من:
- براغ [9]
- نيو أورلينز (2012 -)[10]
- برمنغهام (2000 -)[9]
- أوديسا [9]
- داخاو
- فانف (13 سبتمبر 2009 -)[9]
- مدينة تسيشي [الإنجليزية]‏

## أعلام
- إيتان كابل
- يشاي ليفي